# 色彩の記憶
『色彩の記憶』（しきさいのきおく）は、2009年に公開された日本映画。製作年度は2008年。国際映画祭における英題は、『The Beautiful Way of Life』。

## 概要
美容サロン専用ヘア化粧品の総合メーカーであるミルボンが製作したドキュメンタリー映画。
105歳で逝去した西陣の織元・山口伊太郎の最晩年の姿が記録されている。
2009年12月にパリのグラン・パレで開催された現代日本映画フェスティバルでは芸術協会賞（Prix du comité artistique） を受賞。

## スタッフ
- 製作：鴻池一郎
- 企画：佐藤龍二
- プロデューサー：桂良一／井手口直樹

- 撮影：小林元 （東京篇）／芦澤明子 （京都篇）／池田俊己 （佐賀篇）
- 照明：北井哲男
- 編集：時森茂和
- 音響：高木創
- アート・ディレクション：奥村香奈
- イラストレーション：浅見ハナ
- 監督：御法川修

## 出演
- 山口伊太郎
- 野中明 （紫紘）
- 馬場真右ェ門 （真右ェ門窯）
- 高原紀子 （kakimoto arms）
- 岩上晴美 （kakimoto arms）

## 出品映画祭・受賞歴
- JPPA AWRDS 2007 ゴールド賞
- 第11回 ゆふいん文化・記録映画祭 「第一回 松川賞」
- 第23回 高崎映画祭 「まなざしの力／ドキュメンタリー特選」
- 第23回 福岡アジア映画祭
- Festival du cinéma japonais contemporain de Paris